# Wyspiarek złotoplamy
Wyspiarek złotoplamy (Gallicolumba menagei) – gatunek średniego ptaka lądowego z rodziny gołębiowatych (Columbidae). Zamieszkuje filipińską wyspę Tawi-Tawi oraz pobliskie wysepki archipelagu Sulu. Endemiczny gatunek osiadły, znany z wyprawy Franka Swifta Bournsa i Deana Conanta Worcestera i dwóch osobników zebranych w 1891 oraz późniejszych obserwacji. Żyje w lasach pierwotnych i wtórnych, oraz lasach plażowych na małych wysepkach. Nie wyróżniono żadnych podgatunków.
Rozmiary ciała wahają się w przedziale 25–30 cm. Masa ciała jest nieznana. Upierzenie samca i samicy są podobne, a upierzenie młodych osobników nie jest opisane. Brzuch ptaka jest biały, a skrzydła oraz ogon są szaro-brązowe. Obszar pod ogonem jest złotawy. Grzbiet aż do górnej części ogona jest popielato-brązowy, ma wąskie frędzle w metalicznych odcieniach zielonego i fioletowego. Górna część piersi jest otoczona dużymi metalicznozielonymi piórami o takim samym zabarwieniu, co płaszcz, tworzący niekompletny pierścień piersiowy w środku klatki piersiowej. Na szyi widnieje charakterystyczna, czerwona plama. Dziób ptaka jest szary i krótki.
Żyje w runie leśnym, gdzie żeruje i chroni się przed zagrożeniami. Zachowanie ptaka nie jest dobrze poznane z uwagi na niedostatek obserwacji. Dwie ekspedycje z 1971 roku oraz 1991 roku nie dowiodły dalszego istnienia gatunku. Większość lasów Tawi-Tawi została wycięta do sierpnia 1994 roku; ptak może zostać przez to wyparty z większego lądu. Obecnie wyspiarkowi złotoplamemu zagrażają głównie wycinka lasów i niekontrolowane polowania. Z tych powodów uznawany jest za gatunek krytycznie zagrożony (CR, critically endangered) przez IUCN.

## Systematyka
Gatunek ten jest znany tylko z dwóch okazów znalezionych w 1891 roku. Wyspiarek złotoplamy był pierwotnie opisany w 1894 roku jako Phlogoneas menagei przez Franka Swifta Bournsa i Deana Conanta Worcestera. Holotyp, samiec, został zebrany przez nich z małej wyspy Tataan u wybrzeży Tawi-Tawi w październiku 1891 roku. Rodzaj Gallicolumba obejmuje też między innymi ptaki z Luzonu (wyspiarek zbroczony), wyspiarka z Mindanao, Mindoro i Negros (wyspiarek brązowoskrzydły). Ptaki te są tak podobne, że niektórzy naukowcy i autorzy uważali je za jeden gatunek. Takson monotypowy, nie wyróżnia się podgatunków.

### Etymologia nazwy
Epitet gatunkowy pochodzi od nazwiska Louisa F. Menage’a, potentata nieruchomości z Minnesoty, który sfinansował wyprawę naukową.

## Morfologia
Wygląd zewnętrzny: Jasne, metaliczne pióra rozciągają się od czoła i rozciągają się aż do płaszcza i boków piersi. Łopatki są szkarłatne oraz ciemnokasztanowe. Są zarośnięte iryzującymi plamkami, które mogą wydawać się fioletowe, zielone lub liliowe w różnych światłach. Skrzydła są ciemnobrązowe, a niektóre pióra są szare na szczycie. Pierwsze i kolejne warstwy są popielato-szaro-brązowe, a pierwsze partie są ciemnobrązowe z najdłuższymi piórami zabarwionymi na czarno. Obszary pod skrzydłami są kasztanowe. Grzbiet do górnej części ogona jest popielato-brązowy, ma wąskie frędzle w metalicznych odcieniach zielonego i fioletowego. Środek ogona jest ciemnobrązowy, a brzegi są szarawo-brązowe i przeciągane szerokim, czarnym pasem. Pióra pod ogonem są pomarańczowe, podczas gdy reszta jest szara. Obszar wokół oczu ptaka jest czarny ze słabym odcieniem błyszczącej zieleni, a podbródek, gardło i piersi są białe. Górna część piersi jest otoczona dużymi metalicznozielonymi piórami o takim samym zabarwieniu, co płaszcz, tworzący niekompletny pierścień piersiowy w środku klatki piersiowej. Wśród tych plastrów jest duża, blada pomarańczowa plama piersiowa z rozproszonymi krawędziami. Brzuch jest brązowoszary. Samce i samice są podobne w wyglądzie, a upierzenie młodych jest nieznane. Tęczówka jest jasnoszara. Dziób jest czarny z szarą końcówką, a stopy są czerwone.
Rozmiary: od 25 do 30 cm
Masa ciała: Nieznana
Pierzenie: Brak informacji

## Występowanie

Mapa Filipin z zaznaczoną na czerwono wyspą Tawi-Tawi

### Środowisko
Żyje w lasach pierwotnych i wtórnych, których ostatnia warstwa, baldachim, jest zamknięta. Na mniejszych wysepkach zamieszkuje lasy w okolicy plaż.

### Zasięg występowania
Gatunek endemiczny, zamieszkuje archipelag Sulu i okoliczne wysepki (Tandubatu, Dundangan i Baliungan) (patrz: mapa z boku).

## Pożywienie
Żywi się pożywieniem znalezionym w runie leśnym, jest roślinożerny.

## Tryb życia i zachowanie
Podobnie jak inne gatunki z rodzaju Gallicolumba, ptak ten spędza większość czasu na ziemi i lata tylko na krótkie dystanse. Na drzewa wlatuje jedynie, aby schować się lub komunikować z innymi ptakami. Gdy ptaki czują się zagrożone lub zostaną zaalarmowane przez towarzysza, biegną szybko do pobliskich zarośli. Niewiele wiadomo o ich zachowaniu z powodu niedostatku obserwacji z uwagi na trudne do badania środowisko życia.

### Głos
Głos ptaka nie został udokumentowany.

## Status, zagrożenie i ochrona
Ptak uważany jest przez IUCN za gatunek krytycznie zagrożony. Jedyne osobniki zabrane ze środowiska naturalnego to samce – okazy te znaleziono i zebrano w październiku 1891 roku. Żywe ptaki widziano jeszcze prawdopodobnie podczas ekspedycji na niewielką wysepkę Tataan przed 1970 rokiem. Ptaka szukano przez 22 dni w grudniu 1971 roku oraz krótko we wrześniu 1991 roku. Obie próby odnalezienia gatunku zakończyły się niepowodzeniem i nie dowiodły dalszego jego istnienia.
Większość lasów Tawi-Tawi została wycięta do sierpnia 1994 roku; istnieje ryzyko, że ptak ten zostanie wyparty z rozległych obszarów na mniejsze, które nie zapewnią mu odpowiedniej ilości pokarmu. Podczas badania etnobiologicznego z 1995 roku stwierdzono, że wyspiarek złotoplamy żyje i jest regularnie obserwowany na pobliskich wyspach Tandubatu, Dundangan i Baliungan. Doniesiono również, że gatunek był dość powszechny aż do lat 70. XX wieku. Pomimo tego wyprawa w 2009 roku zakończyła się fiaskiem – nie odnaleziono żadnych oznak istnienia gatunku. Uważa się, że wysepki, na których przypuszczalnie ptaki przetrwały, mogą być zbyt małe, aby utrzymać ich populację. Każda przetrwała populacja wyspiarków prawdopodobnie będzie niewielka, być może licząca mniej niż 50 ptaków i będzie zagrożona ciągłym niszczeniem siedlisk oraz niekontrolowanym polowaniem.
Na terenie archipelagu Sulu nie ma obszarów chronionych, a poza dwiema inicjatywami edukacyjnymi w zakresie ochrony środowiska w latach dziewięćdziesiątych nic nie zostało zrobione w celu ochrony populacji, która przeżyła.